# Campeonato Asiático de Handebol Masculino de 2010
O Campeonato Asiático de Handebol Masculino de 2010 (2010 البطولة الآسيوية لكرة اليد للرجال (em árabe)) foi a décima quarta edição do principal campeonato de andebol (português europeu) ou handebol (português brasileiro) masculino do continente asiático. O Líbano foi o país sede e os jogos ocorreram na cidade de Beirute.
A Coreia do Sul foi campeã pela oitava vez, com o Bahrein segundo e o Japão terceiro.